# 오리 이원익 종택 및 관감당
오리 이원익 종택 및 관감당(悟里 李元翼 宗宅 및 觀感堂)은 대한민국 경기도 광명시 소하동에 있는 건축물이다. 1996년 12월 24일 경기도의 문화재자료 제90호로 지정되었다.

## 개요
조선 선조(재위 1567∼1608), 인조(재위 1623∼1649)때 영의정을 지내고, 청백리로 이름 높던 오리 이원익 선생의 종가이다. 인조 8년(1630)에 2칸 초가인 선생의 집에 비가 새자 왕이 새 집을 하사하였다. 효종 9년(1658)에는 사당을 짓고, ‘충현서원’이란 현판을 받기도 하였으나 후에 서원은 철거되었다. 옛 집터에 1916년 사랑채인 관감당을 새로 짓고, 이듬해에는 안채를 들이고, 1940년에는 문간채를 새로 지었다고 한다.
안채와 문간채가 튼 ㅁ자형으로 배치되어 있고, 사랑채는 그 옆에 따로 떨어져 자리잡고 있다. 안채는 13칸 반 규모에 ㄱ자형 구조를 이루어 건넌방 2칸·대청마루 3칸·안방 2칸을 배치하였고, 안방 앞쪽에서 꺾여 부엌 3칸·온돌방 1칸이 놓여 있다. 문간채는 13칸 규모로, 대문을 중심으로 좌우에 온돌방·부엌·광이 있다.
현대식으로 고친 부분도 있으나, 20세기에 세운 경기지역 살림집의 모습을 잘 간직하고 있다.

## 같이 보기
- 이원익
- 충현서원

## 참고 자료
- 오리 이원익 종택 및 관감당 - 국가유산청 국가유산포털